# Bathytoma hecatorgnia
Bathytoma hecatorgnia is een slakkensoort uit de familie van de Borsoniidae. De wetenschappelijke naam van de soort is voor het eerst geldig gepubliceerd in 1907 door Verco.